# Trận Nompatelize
Trận Nompatelize, hay còn gọi là Trận Etival, là một hoạt động quân sự trong chiến dịch tấn công Pháp của quân đội Phổ - Đức vào các năm 1870 – 1871, đã diễn ra vào ngày 6 tháng 10 năm 1870, giữa Etival và Nompatelize, tại tỉnh Vosges cách Strasbourg 64 km về hướng tây nam (nước Pháp). Đây là cuộc giao tranh lớn đầu tiên trong chiến dịch truy quét lính bắn tỉa Pháp franc-tireur hoạt động tại vùng núi Vosges do Quân đoàn XIV của Phổ - Đức do tướng Karl August von Werder chỉ huy vào đầu tháng 10 năm 1870. Trong trận giao tranh quyết liệt này, Một lực lượng Binh đoàn Rhône của quân đội Cộng hòa Pháp dưới quyền chỉ huy của tướng Louis-François Dupré, mà một tài liệu cho là chiếm ưu thế rõ rệt về mặt quân số, đã tiến công 6 tiểu đoàn bộ binh của Đại Công quốc Baden dưới quyền chỉ huy của tướng Alfred von Degenfeld – một phần của Quân đoàn XIV, nhưng bị đánh cho đại bại. So với thương vong của quân đội Đức, thiệt hại của phía Pháp trong trận chiến này lớn hơn nhiều (trong đó có gần 600 sĩ quan và binh lính bị bắt làm tù binh). Sau bảy tiếng đồng hồ giao tranh, quân Pháp bị buộc phải tháo chạy trong tình cảnh náo loạn tới Bruyeres và Rambervillers. Trận chiến Etival đã góp phần khiến cho tướng Werder quét sạch quân Pháp ra khỏi miền Alsace.
Thượng tướng Bộ binh Werder cùng với Nam tước Kolmar von der Goltz của Đức, sau khi chiếm được Strasbourg vào tháng 9 năm 1870, đã tiến quân về hướng tây. Trọng trách đầu tiên của Werder là quét sạch các du kích quân franc-tireur của Pháp khỏi dãy Vosges, và vào ngày 1 tháng 10, một đội hình hàng dọc của Đức – với một số tiểu đoàn, đội kỵ binh và khẩu đội pháo – do Thiếu tướng Degenfeld chỉ huy đã bắt đầu cuộc hành quân qua Vosges. Qua các đèo, các binh sĩ Đức gặp, nhưng chỉ có hai cuộc giao tranh nhỏ diễn ra vào ngày các ngày 4 và 5 tháng 10 năm 1870, trong đó quân Pháp đều bị đánh tan. Trong ngày 5 tháng 10, tướng Degenfeld nhận được thượng lệnh từ Strasbourg rằng đội hình của ông sẽ là lực lượng tiên phong của Quân đoàn XIV mới được thành lập do tướng Werder chỉ huy – vốn đã khởi đầu cuộc hành binh đến Epinal. Vào ngày 6 tháng 10, Degenfeld quyết định phải đánh chiếm Saint-Die và bắt đầu tràn lên sông Meurthe. Tuy nhiên, bên sườn trái của mình, các lực lượng của ông bị quân Pháp tấn công dữ dội từ nhiều phía, và vì thế ông phải từ bỏ ý định tiến chiếm Saint-Die để nghênh chiến với quân đội của đối phương. Phần lớn đội quân Pháp tham gia trận đánh ngày là lính Garde Mobiles và thuộc lực lượng tiên phong của quân chủ lực của Binh đoàn Rhône, đặt dưới quyền chỉ huy của tướng Dupré. Theo một bản báo cáo cho Đại Công tước xứ Baden sau trận chiến này, trận Nompatelize đã kéo dài từ 9 giờ rưỡi sáng cho đến 4 giờ chiều ngày hôm đó. Tài liệu của Tổng tham mưu trưởng quân đội Phổ Helmuth von Moltke Lớn cho hay rằng quân Pháp có binh lực mạnh hơn nhiều so với đội hình hàng dọc yếu ớt của Đức, mặc dù một số tài liệu khác cho biết quân số của hai bên ngang ngửa nhau. Lực lượng tham chiến trong trận đánh của Đức bao gồm Trung đoàn số 3, Tiểu đoàn Súng hỏa mai số 1 thuộc Trung đoàn Phóng lựu số 1, Tiểu đoàn Phóng lựu thuộc Trung đoàn số 6, 2 đội kỵ binh của Trung đoàn Long kỵ binh Cận vệ, cùng với các khẩu đội pháo Möbel và Kunz.
Quân Đức đã tấn công đối phương bằng lưỡi lê, và giành được những ngôi làng nằm trong tay quân Pháp: St. Rémy, Nompatelize và rừng Bois des Jumelles. Cả ba đợt công kích ác liệt của quân Pháp đều bị quân Đức bẻ gãy. Bản thân Dupré cũng bị thương nặng trong trận giao chiến, và lực lượng pháo binh Đức đã chứng tỏ được sức mạnh của mình. Bị đánh tan nát, quân Pháp phải cuống cuồng tháo chạy. Tuy nhiên, khi màn đêm buông xuống, Degenfeld không tiến hành truy kích do quân lực của ông đã bị kiệt quệ. Trong ngày 7 tháng 10, viên tướng Đức này vẫn đóng quân về phía nam Etival, nhằm yểm trợ cho các đội hình hàng dọc của Quân đoàn XIV, vốn đang tiến xuống Thung lũng sông Meurthe. Cùng ngày, một số lực lượng thuộc Quân đoàn trinh sát của đội Cận vệ Pháp cũng chiếm được Saint-Die. Cuộc thảm bại của Binh đoàn Rhône dưới quyền tướng Albert Cambriels trong trận chiến Nompatelize đã khiến cho tinh thần của họ bị suy nhụt nghiêm trọng. Chỉ trong vòng vài ngày, quân số của họ giảm từ 55.000 xuống 24.000 người, mà nguyên nhân chủ yếu là do đào ngũ. Đến ngày 22 tháng 10, họ lại bị quân đội Đức đập tan trong trận Ognon. Những chiến thắng này đã góp phần chứng tỏ sức mạnh vượt trội của lực lượng trừ bị Đức và hệ thống Landwehr trước những đội quân non trẻ được huấn luyện vội vã của nền Đệ tam Cộng hòa Pháp.